# Eumacepolus
Eumacepolus är ett släkte av steklar som beskrevs av Graham 1957. Eumacepolus ingår i familjen puppglanssteklar.
Kladogram enligt Catalogue of Life och Dyntaxa:
| Eumacepolus | \| \| Eumacepolus dulcis \| \| \| \| \| \| Eumacepolus obscurior \| \| \| \| \| \| Eumacepolus pulcher \| \| \| \| \| \| Eumacepolus salicis \| \| \| \| \| \| Eumacepolus saxeseni \| \| \| \| \| \| Eumacepolus yemensis \| \| \| \| |
|             | \| \| Eumacepolus dulcis \| \| \| \| \| \| Eumacepolus obscurior \| \| \| \| \| \| Eumacepolus pulcher \| \| \| \| \| \| Eumacepolus salicis \| \| \| \| \| \| Eumacepolus saxeseni \| \| \| \| \| \| Eumacepolus yemensis \| \| \| \| |
|             | Eumacepolus dulcis |
|             | |
|             | Eumacepolus obscurior |
|             | |
|             | Eumacepolus pulcher |
|             | |
|             | Eumacepolus salicis |
|             | |
|             | Eumacepolus saxeseni |
|             | |
|             | Eumacepolus yemensis |
|             | |

## Bildgalleri

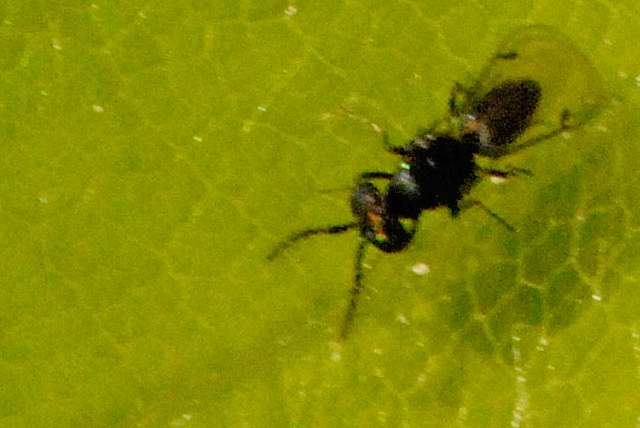